# Fabián Carmona
Fabián Alejandro Carmona Fredes (Santiago del Cile, 21 marzo 1994) è un calciatore cileno, centrocampista del Santiago City.

## Caratteristiche tecniche
È un trequartista.

## Palmarès
- Campionato cileno: 2

Universidad de Chile: 2012 (A), 2014 (A)
- Coppa del Cile: 1

Universidad de Chile: 2012